# Cogoleto
Cogoleto – miejscowość i gmina we Włoszech, w regionie Liguria, w prowincji Genua.
Według danych na rok 2005 gminę zamieszkiwało 9123 osób, 448 os./km².